# La Roussière
Ne doit pas être confondu avec Roussier.
La Roussière est une ancienne commune française, située dans le département de l'Eure en région Normandie, devenue le 1er janvier 2016 une commune déléguée au sein de la commune nouvelle de Mesnil-en-Ouche.
Les habitants se nomment les Roussièrois et les Roussièroises.

## Géographie
Village du pays d'Ouche.

## Toponymie
Le nom de la localité est attesté sous la forme latinisée Rosseria vers 1160.
Formation médiévale en -ière composée avec le surnom le Roux aujourd'hui nom de famille Leroux , fréquent en Normandie.
Ancienne commune du Val-du-Theil, rattachée en 1845. Theil ou t(h)il signifiait tilleul en ancien français.

## Histoire
L'église Saint-Michel du Val-du-Theil a été détruite à la Révolution.

## Politique et administration
| Période                                  | Période       | Identité              | Étiquette | Qualité              |
| ---------------------------------------- | ------------- | --------------------- | --------- | -------------------- |
| Les données manquantes sont à compléter. |               |                       |           |                      |
| mars 2009                                | décembre 2015 | Jean Pierre Gibourdel | DVG       | Agriculteur retraité |

## Démographie
L'évolution du nombre d'habitants est connue à travers les recensements de la population effectués dans la commune depuis 1793. À partir du 1er janvier 2009, les populations légales des communes sont publiées annuellement dans le cadre d'un recensement qui repose désormais sur une collecte d'information annuelle, concernant successivement tous les territoires communaux au cours d'une période de cinq ans. 
Pour les communes de moins de 10 000 habitants, une enquête de recensement portant sur toute la population est réalisée tous les cinq ans, les populations légales des années intermédiaires étant quant à elles estimées par interpolation ou extrapolation. Pour la commune, le premier recensement exhaustif entrant dans le cadre du nouveau dispositif a été réalisé en 2004,.
En 2013, la commune comptait 209 habitants, en évolution de +1,46 % par rapport à 2008 (Eure : +2,66 %, France hors Mayotte : +2,49 %).
| 1793 | 1800 | 1806 | 1821 | 1831 | 1836 | 1841 | 1846 | 1851 |
| ---- | ---- | ---- | ---- | ---- | ---- | ---- | ---- | ---- |
| 340  | 352  | 387  | 371  | 346  | 316  | 315  | 425  | 396  |

| 1856 | 1861 | 1866 | 1872 | 1876 | 1881 | 1886 | 1891 | 1896 |
| ---- | ---- | ---- | ---- | ---- | ---- | ---- | ---- | ---- |
| 403  | 407  | 400  | 376  | 360  | 325  | 298  | 303  | 274  |

| 1901 | 1906 | 1911 | 1921 | 1926 | 1931 | 1936 | 1946 | 1954 |
| ---- | ---- | ---- | ---- | ---- | ---- | ---- | ---- | ---- |
| 299  | 307  | 320  | 272  | 264  | 285  | 296  | 273  | 251  |

| 1962 | 1968 | 1975 | 1982 | 1990 | 1999 | 2004 | 2009 | 2013 |
| ---- | ---- | ---- | ---- | ---- | ---- | ---- | ---- | ---- |
| 264  | 217  | 172  | 152  | 148  | 197  | 189  | 214  | 209  |

## Culture locale et patrimoine

### Lieux et monuments
- Église Saint-André[9] des XIIIe, XVe, XVIIIe et XIXe siècles. Son mobilier[10] dont fonts baptismaux XVIIe siècle, groupes sculptés de la Trinité, l'éducation de la Vierge, la crucifixion XVIe siècle et Vierge à l'enfant XVe siècle

Monument aux morts

- Monument aux morts

### Patrimoine naturel

#### Site classé
- Les deux ifs situés dans le cimetière  Site classé (1929)[11].